# Число Льюиса
Число Льюиса ({\displaystyle \mathrm {Le} }) — критерий подобия в молекулярной физике, определяющий соотношение между теплопроводностью и диффузией, то есть:
{\displaystyle \mathrm {Le} ={\frac {\chi }{D}},}
где:
- {\displaystyle D} — коэффициент диффузии;
- {\displaystyle \chi ={\frac {\varkappa }{\rho c_{p}}}} — температуропроводность.

В отечественной литературе встречается альтернативное определение, называемое числом Льюиса — Семёнова, которое обратно классическому числу Льюиса, при этом часто число Льюиса — Семёнова также называют числом Льюиса.
Число Льюиса характеризует соотношение между интенсивностями переноса массы компонента диффузией и переноса теплоты теплопроводностью. При Le=1 уравнения диффузии и теплопроводности становятся идентичными, и профили концентраций компонентов и температуры оказываются подобными.
Число Льюиса можно также записать как отношение числа Шмидта к числу Прандтля:
{\displaystyle \mathrm {Le} ={\frac {\mathrm {Sc} }{\mathrm {Pr} }}.}
Число Льюиса получило название в честь Уоррена К. Льюиса (1882—1975), первого декана химико-технологического факультета MIT. Было бы ошибкой считать, что число Льюиса названо в честь Бернарда Льюиса (1899—1993), который в течение многих лет был ведущим учёным в области горения.

## Характерные значения
- 1000 для жидкометаллического расплава
- 101 для раствора соли в воде
- 13/7 для газовой смеси